# US Open de 2006
O US Open de 2006 foi um torneio de tênis disputado nas quadras duras do USTA Billie Jean King National Tennis Center, no Flushing Meadows-Corona Park, no distrito do Queens, em Nova York, nos Estados Unidos, entre 28 de agosto e 10 de setembro. Corresponde à 39ª edição da era aberta e à 126ª de todos os tempos.

## Finais

### Profissional
| Categoria | Evento    | Campeã(s)(o/ões)              | Vice-campeã(s)(o/ões)            | Resultado          | Chave(s)  | Chave(s)       |
| --------- | --------- | ----------------------------- | -------------------------------- | ------------------ | --------- | -------------- |
| Simples   | Masculino | Roger Federer                 | Andy Roddick                     | 6–2, 4–6, 7–5, 6–1 | principal | qualificatório |
| Simples   | Feminino  | Maria Sharapova               | Justine Henin-Hardenne           | 6–4, 6–4           | principal | qualificatório |
| Duplas    | Masculino | Martin Damm Leander Paes      | Jonas Björkman Max Mirnyi        | 56–7, 6–4, 6–3     | principal | principal      |
| Duplas    | Feminino  | Nathalie Dechy Vera Zvonareva | Dinara Safina Katarina Srebotnik | 7–6, 7–5           | principal | principal      |
| Duplas    | Misto     | Martina Navrátilová Bob Bryan | Květa Peschke Martin Damm        | 6–2, 6–3           | principal | principal      |

### Juvenil
| Categoria | Evento    | Campeã(s)(o/ões)                      | Vice-campeã(s)(o/ões)                   | Resultado   | Chave(s)  | Chave(s)       |
| --------- | --------- | ------------------------------------- | --------------------------------------- | ----------- | --------- | -------------- |
| Simples   | Masculino | Dušan Lojda                           | Peter Polansky                          | 7–64 6–3    | principal | qualificatório |
| Simples   | Feminino  | Anastasia Pavlyuchenkova              | Tamira Paszek                           | 3–6 6–4 7–5 | principal | qualificatório |
| Duplas    | Masculino | Jamie Hunt Nathaniel Schnugg          | Jarmere Jenkins Austin Krajicek         | 6–3 6–3     | principal | principal      |
| Duplas    | Feminino  | Mihaela Buzărnescu Ioana Raluca Olaru | Sharon Fichman Anastasia Pavlyuchenkova | 7–5 6–2     | principal | principal      |

### Cadeirante
| Categoria | Evento    | Campeã(s)(o/ões)                  | Vice-campeã(s)(o/ões)               | Resultado      | Chave     |
| --------- | --------- | --------------------------------- | ----------------------------------- | -------------- | --------- |
| Simples   | Masculino | Robin Ammerlaan                   | Michaël Jeremiasz                   | 16–7, 6–3, 7–5 | principal |
| Simples   | Feminino  | Esther Vergeer                    | Sharon Walraven                     | 6–1, 6–2       | principal |
| Duplas    | Masculino | Robin Ammerlaan Michaël Jeremiasz | Tadeusz Kruszelnicki Shingo Kunieda | 7–62, 6–1      | principal |
| Duplas    | Feminino  | Jiske Griffioen Esther Vergeer    | Korie Homan Maaike Smit             | 6–4, 6–4       | principal |